# Halltown
Halltown és una població dels Estats Units a l'estat de Missouri. Segons el cens del 2000 tenia 189 habitants.

## Demografia
Segons el cens del 2000, Halltown tenia 189 habitants, 69 habitatges, i 50 famílies. La densitat de població era de 347,5 habitants per km².
Dels 69 habitatges en un 36,2% hi vivien nens de menys de 18 anys, en un 53,6% hi vivien parelles casades, en un 15,9% dones solteres, i en un 27,5% no eren unitats familiars. En el 20,3% dels habitatges hi vivien persones soles el 7,2% de les quals corresponia a persones de 65 anys o més que vivien soles. El nombre mitjà de persones vivint en cada habitatge era de 2,74 i el nombre mitjà de persones que vivien en cada família era de 3,2.
Per edats la població es repartia de la següent manera: un 31,2% tenia menys de 18 anys, un 12,7% entre 18 i 24, un 32,3% entre 25 i 44, un 17,5% de 45 a 60 i un 6,3% 65 anys o més.
L'edat mediana era de 30 anys. Per cada 100 dones de 18 o més anys hi havia 80,6 homes.
La renda mediana per habitatge era de 30.833 $ i la renda mediana per família de 37.969 $. Els homes tenien una renda mediana de 21.250 $ mentre que les dones 19.375 $. La renda per capita de la població era de 10.301 $. Entorn del 12,2% de les famílies i l'11,3% de la població estaven per davall del llindar de pobresa.

## Poblacions més properes
El següent diagrama mostra les poblacions més properes.